# Хорді Бурільйо
Хорді Бурільйо (ісп. Jordi Burillo; нар. 7 грудня 1972) — колишній іспанський тенісист.
Найвищу одиночну позицію світового рейтингу — 43 місце досяг 22 квітня 1996, парну — 100 місце — 2 лютого 1998 року.
Здобув 1 одиночний та 1 парний титул.
Найвищим досягненням на турнірах Великого шолома було 3 коло в одиночному та парному розрядах.

## Фінали турнірів ATP за кар'єру

### Одиночний розряд: 3 (1–2)
| Легенда                  |
| Великий шлем (0–0)       |
| Tennis Masters Cup (0–0) |
| Серія Мастерс ATP (0–0)  |
| Тур ATP (1–2)            |

| Результат | W/L | Дата     | Турнір            | Покриття | Суперник         | Рахунок                 |
| --------- | --- | -------- | ----------------- | -------- | ---------------- | ----------------------- |
| Перемога  | 1–0 | Тра 1993 | Болонья, Італія   | Ґрунт    | Андрій Черкасов  | 7–6(7–4), 6–7(7–9), 6–1 |
| Поразка   | 1–1 | Чер 1993 | Флоренція, Італія | Ґрунт    | Томас Мустер     | 1–6, 5–7                |
| Поразка   | 1–2 | Вер 1995 | Палермо, Італія   | Ґрунт    | Франсіско Клавет | 7–6(7–2), 3–6, 6–7(1–7) |

### Парний розряд: 3 (1–2)
| Легенда                |
| Великий шлем (0)       |
| Tennis Masters Cup (0) |
| Серія Мастерс ATP (0)  |
| Тур ATP (1)            |

| Результат | W/L | Дата     | Турнір                 | Покриття | Партнер             | Суперники                    | Рахунок       |
| --------- | --- | -------- | ---------------------- | -------- | ------------------- | ---------------------------- | ------------- |
| Поразка   | 0–1 | Сер 1990 | Сан-Марино, Сан-Марино | Ґрунт    | Маркос Горріс       | Войтех Флегль Даніель Вацек  | 1–6, 6–4, 6–7 |
| Перемога  | 1–1 | Кві 1997 | Барселона, Іспанія     | Ґрунт    | Альберто Берасатегі | Пабло Альбано Алекс Корретха | 6–3, 7–5      |
| Поразка   | 1–2 | Вер 1997 | Марбелья, Іспанія      | Ґрунт    | Альберто Берасатегі | Карім Аламі Хуліан Алонсо    | 6–4, 3–6, 0–6 |